# It's Alive (filme de 1974)
It's Alive é um filme de terror produzido nos Estados Unidos e dirigido por Larry Cohen em 1974. Teve duas continuações, It Lives Again (1978) e It's Alive III: Island of the Alive (1987), bem como uma refilmagem em 2009.

## Sinopse
Um bebê, que sofreu mutações durante a gestação, nasce deformado e com um apetite voraz e assassino. Ele escapa do hospital e transforma uma pequena cidade americana em um inferno. A polícia local inicia uma verdadeira caçada ao pequeno monstro, que assustado vai trilhando um rastro de sangue e violência.

## Elenco
- John P. Ryan.... Frank Davies
- Sharon Farrell.... Leonore Davies
- James Dixon.... tte. Perkins
- William Wellman Jr.... Charley
- Shamus Locke.... doutor
- Andrew Duggan .... professor
- Guy Stockwell.... Bob Clayton
- Daniel Holzman.... Chris Davies
- Michael Ansara .... capitão
- Robert Emhardt.... executivo